# 柏原本線料金所
柏原本線料金所（かしわらほんせんりょうきんじょ）は、西名阪自動車道の柏原IC - 藤井寺IC間にある本線料金所である。
名古屋・天理方面から大阪方面に向かう車両について、香芝IC - 松原JCT間の均一料金を徴収する。
かつて、大阪方面行きの車両についても松原本線料金所で通行料金を徴収していたが、料金所のレーンが少なかったことにより渋滞が多発していた。その渋滞を緩和させるために、大阪行き車線については、1999年4月に当料金所を新設・移転し、供用を開始した。なお、現在の松原本線料金所については、全レーンが名古屋方面行きの車線専用としている。これにより、松原料金所付近の渋滞はほぼ解消された。
なお柏原本線料金所のブースを出た直後、左側の路肩側に同料金所事務所が有り、数台の駐車場とトイレが設置されている。

## 料金所施設

### 松原JCT方面
- ブース数：11
  - ETC専用：5
  - 一般：2
  - 閉鎖：4

## 隣
E25 西名阪自動車道
(1) 藤井寺IC - 柏原本線料金所（大阪方面のみ）-  (2) 柏原IC